# Pleurite
La pleurite è un'infiammazione acuta della pleura.
Quest'ultima è una membrana composta da due foglietti di cui uno riveste la superficie esterna di ambedue i polmoni mentre l'altro riveste l'interno della cavità toracica.

## Presentazione clinica
La malattia comporta difficoltà respiratorie, febbre, tosse secca e un forte dolore al torace.
Tipico reperto all'auscultazione del torace sono gli sfregamenti pleurici.
Per sfregamento si intende il rumore prodotto dall'attrito tra i due foglietti pleurici: vanno da uno scricchiolio simile a quello delle scarpe nuove al fruscio della seta, possono essere inspiratori o espiratori. Indicano l'ispessimento dei foglietti causata da un processo infiammatorio.